# Festival international du film documentaire Sidi M'hamed Benaouda
Le Festival international du film documentaire Sidi M'hamed Benaouda, est un festival de cinéma dédié aux longs et courts métrages documentaires, organisé par l’association culturelle Zaitouna de Relizane en étroite collaboration avec le Ministère algérien de la Culture et des Arts,. Cet événement culturel a pour but de faire connaître l’histoire du saint patron Sidi M'Hamed Benaouda et la waâda annuelle qui lui est dédiée.

## Éditions
| Édition                                                            | Année | Date d'ouverture | Date de fermeture | Lieu                                            |
| ------------------------------------------------------------------ | ----- | ---------------- | ----------------- | ----------------------------------------------- |
| 1ère édition                                                       | 2019  | 30 septembre     | 4 octobre         | Maison de Culture M'hamed Issiakhem de Relizane |
| Non organisé en 2020 et 2021 en raison de la pandémie de Covid-19. |       |                  |                   |                                                 |
| 2ème édition                                                       | 2022  | 23 novembre      | 26 novembre       | Maison de Culture M'hamed Issiakhem de Relizane |
| 3ème édition                                                       | 2023  | 13 décembre      | 16 décembre       | Maison de Culture M'hamed Issiakhem de Relizane |